# Художественный вымысел

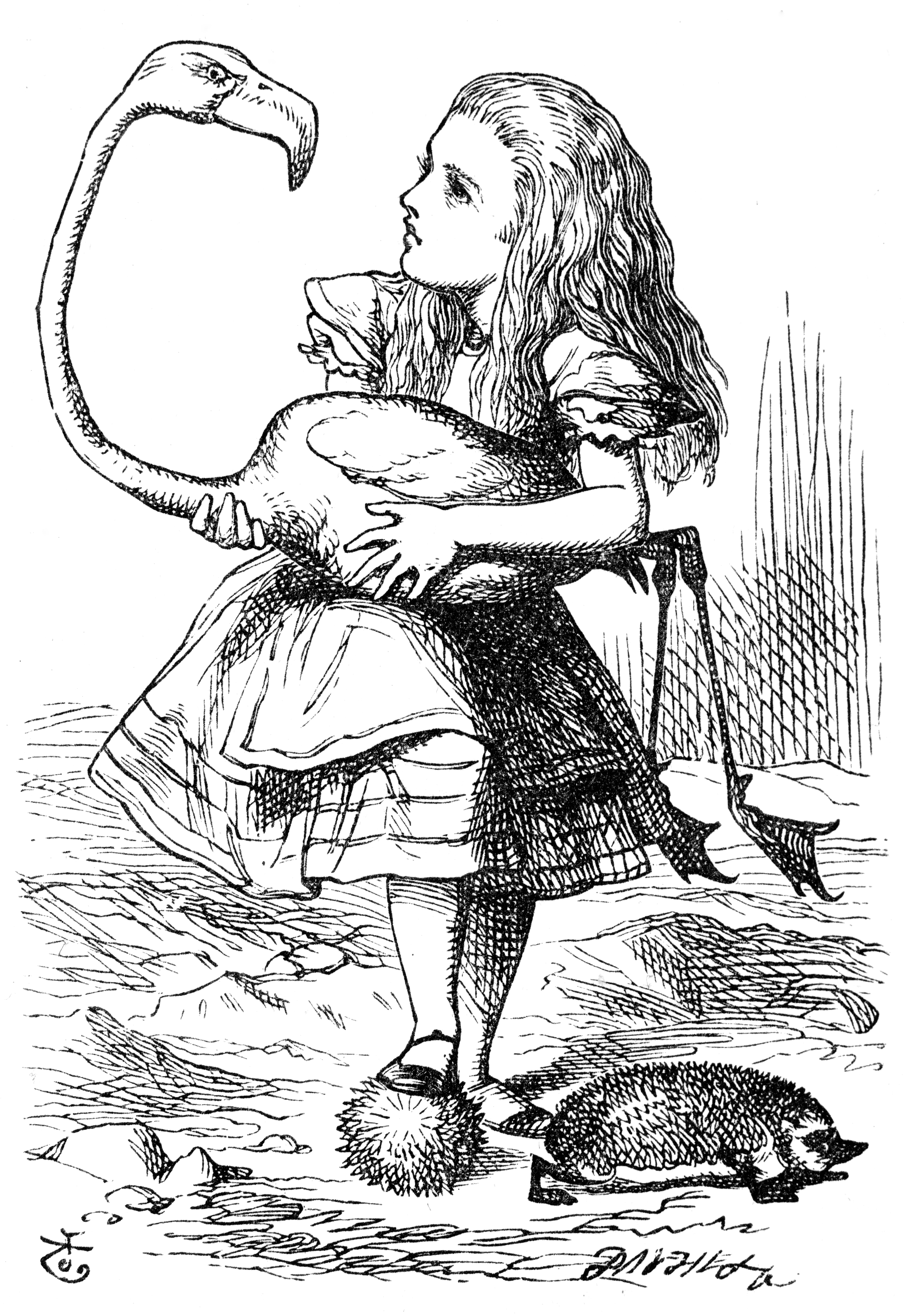
Игра в крокет фламинго вместо молотков и ежами вместо шаров — плод вымысла Льюиса Кэрролла, автора «Алисы в Стране чудес».

Художественный вымысел — плод творческого воображения автора художественной литературы, художественного фильма, телесериала или компьютерной игры, воплощающих его мировоззрение. Для художественного вымысла характерно отсутствие прямых соответствий как в реальности, так и в предшествующих произведениях искусства.

## Определение
Художественное произведение подразумевает построение воображаемого мира, и, как правило, его вымышленность признаётся публично, поэтому его аудитория обычно ожидает, что оно каким-то образом отклонится от реального мира, а не будет представлено только персонажами, которые являются реальными людьми или событиями, которые на самом деле достоверны. Художественное произведение обычно понимается как не полностью связанное с реальным миром, что, следовательно, оставляет его темы и контекст, к примеру, его связь с реальностью, открытыми для различных интерпретаций. Персонажи и события в некоторых художественных произведениях могут даже существовать в своём собственном контексте, полностью отделенном от известной физической Вселенной.
Создание мира, миропостроение — это процесс построения воображаемого мира, иногда связанного с целой вымышленной вселенной. Получившийся мир можно назвать сконструированным гипотетическим миром. Разработка воображаемого сеттинга с такими связными качествами, как история, география и экология, является ключевой задачей для многих писателей-фантастов. Миропостроение часто включает в себя создание карт, предыстории и персонажей.
Согласно определению, данному Роже Кайуа, к фантастическому относится всё, что не является точным изображением привычных предметов и живых существ.

## Роль вымысла в художественном произведении
Вымысел — ключевой (наряду с воспроизведением наблюдаемых фактов, использованием прототипов и исторических, мифологических и литературных источников) элемент искусства, основной способ художественного обобщения. По словам Максима Горького, художественность без вымысла «невозможна, не существует». Вымысел присутствует даже в произведениях, опирающихся на реальные события, касаясь отдельных мыслей, высказываний и действий персонажей. Художественная образность обязательно сочетает в себе два компонента — условность (акцентированная нетождественность или даже противопоставление между изображаемым и реальностью) и жизнеподобие (стирание границ, создающее иллюзию тождества искусства и реальности).
Область применения вымысла — обстоятельства и события, составляющие сюжет, индивидуальные черты характера и поведения персонажей, детали бытовой обстановки, природы, местности и т. п. Однако вымысел не является произвольным фантазированием, он практически всегда так или иначе связан с реальностью. Как писал М. М. Бахтин, автор не «выдумывает», а «преднаходит» своего героя. Даже в сказках и фантастике вымысел связан с реалиями настоящего или прошлого. Возможные формы, которые может принимать вымысел, — домысливание мифологических и исторических источников (характерными примерами могут служить античная драма и древнерусская повесть), а также жизненных прототипов (в биографических и автобиографических произведениях); либо условность, гротеск и сказка, предоставляющие возможности для более свободного самовыражения и активной переработки материала. Характерным отличием элементов художественного повествования от реальности является отсутствие элемента случайности: если смерть человека в реальной жизни может быть случайной, то в художественном произведении она всегда подчинена замыслу автора. Реализуя события, которые «могли бы случиться», автор отражает свои представления о закономерностях бытия, возможностях развития реальности. При этом в произведениях определённых жанров (в особенности героических и сатирических) такие события могут выходить за рамки повседневного правдоподобия; по определению М. Е. Салтыкова-Щедрина, искусство призвано изображать «не те только поступки, которые человек беспрепятственно совершает, но и те, которые он несомненно совершил бы, если б умел или смел».

## Художественный вымысел в историческом развитии
Для архаичного мышления характерно отсутствие чёткой границы между исторической и художественной правдой. Однако уже в народных сказках вымысел осознан — они никогда не претендуют на то, чтобы считаться отражением реальности.
В древности художественный вымысел проявлялся преимущественно в двух условных формах: идеализирующая гипербола и принижающий гротеск. Первая форма применялась в произведениях, домысливающих мифы (в частности, в античной трагедии), исторические легенды и предания (героические песни, саги, эпопеи). Преодоление рамок предания и упрочение позиций индивидуального художественного вымысла связано с такими позднеантичными серьёзно-смеховыми жанрами, как мениппова сатира. Платон отмечал наличие вымысла в мифе; позже Аристотель формулировал принцип, согласно которому поэт пишет «не о действительно случившемся, но о том, что могло бы случиться, следовательно о возможном по вероятности или по необходимости».
Христианская доктрина относилась к художественному вымыслу отрицательно. Так, Фома Аквинский называл поэзию «низшей доктриной» (лат. infima doctrina) и обвинял в «нехватке истины» (defectus veritatis); Умберто Эко полагает, что «низшим» для отца церкви в этом случае было «искусство как делание» в сравнении с чистым умозрением. Средневековые схоласты полагали, что если поэт пишет об известных истинах, то он не открывает читателю ничего нового, всего лишь придавая написанному приятную форму; в худшем же случае поэтические приёмы (например, метафора) — это ложь, а поэзия — сотрясение воздуха (лат. sonum tantummodo vocis).
В куртуазном и животном эпосе, фаблио и иных формах новеллистики западноевропейского Средневековья основополагающая роль художественного вымысла осознавалась ясно. В художественной литературе вымысел выпукло проявляется в «Божественной комедии» Данте, в переосмыслении традиционных сюжетов у Боккаччо и Шекспира, достигает эпического размаха в творчестве Рабле. Напротив, в главных жанрах древнерусской литературы (воинские повести, жития святых) такого осознания не было вплоть до XVII века, поскольку авторы этих произведений видели себя в роли хранителей предания, а не сочинителей.
Перелом в отношении к вымыслу происходит в эпоху предромантизма и романтизма. Если до этого (в особенности в теории классицизма) главенствовала точка зрения, отводившая искусству роль достоверного отражения реальности, в идеологии романтизма акцент делается, по выражению Генриха Клейста, на «сочинительство по собственным законам», а вымысел признаётся важнейшим свойством поэзии. Писатели-романтики смело преображают и переосмысливают фольклор, мифологию и предшествующие литературные источники — характерным примером может служить творчество И. В. Гёте и в особенности его «Фауст». В рамках претензий на абсолютную духовную самостоятельность (а порой и элитарность) начинается активный поиск новой художественной реальности, не имеющей предшествующих аналогов; таковы фантастические произведения Э. Т. А. Гофмана, Эдгара По, Н. В. Гоголя, поэмы Дж. Г. Байрона.
В реалистической литературе XIX—XX веков вымысел в определённой мере сдаёт свои позиции, поскольку акцент перемещается на изображение фактов и личностей, лично известных автору произведения, и сокращается расстояние между объективной и художественной реальностью. Лев Толстой в последние годы жизни, в частности, пишет: «Совестно писать неправду, что было то, чего не было. Если хочешь что сказать, скажи прямо». Даже для фантастического в своей основе творчества Томаса Манна автор отмечал «стимулирующее действие фактов». «Писание с натуры» снова становится самостоятельной ценностью, в XX веке вымысел часто критикуется как исчерпавшее себя явление, на смену которому идёт «литература факта». Тем не менее и в жанре реализма приёмы домысливания и «перестраивания» фактов реального мира продолжают использоваться, и качественное реалистическое произведение соединяет в себе выдуманные и невыдуманные элементы. В советском искусствоведении, провозглашавшем приоритет реалистического отражения действительности, со временем была выработана позиция, согласно которой «существует и должна существовать условность реалистическая… условность прогрессивная и народная», которая «органически входит в широкое понимание реализма». Оппоненты идеологии натурализма, в особенности в начале XX века, напротив, акцентировали условность, полностью отвергая «рутинное» жизнеподобие — таким было творчество Всеволода Мейерхольда.
В настоящее время основными сферами, где авторский вымысел остаётся явным и нескрываемым, являются детектив, приключенческая литература и кино, фантастика, фэнтези. Но вымысел, хотя и в меньшей степени, присутствует и во всех прочих произведениях художественной литературы и кино. Е. Н. Ковтун пишет, что в произведениях массовых жанров «свойственное обыденной реальности течение событий» намеренно сгущается и заостряется; в авантюрно-приключенческой, детективной и любовно-мелодраматической литературе концентрация стечений обстоятельств, совпадений, испытаний, выпадающих героям, если и не невозможна, то по крайней мере невероятна.

## Реализм
Реалистическая литература, как правило, излагает истории, сеттинг которых (время и место в мире) реальны и чьи события могли бы происходить в реальных условиях, а фантастика, фэнтази содержат истории, сеттинг которых, наоборот, происходит часто в воображаемой вселенной (вымышленном мире), альтернативной истории мира, отличной от той, которая в настоящее время понимается как истинная, или в каком-то другом несуществующем месте или периоде времени, порой с невозможными технологиями или нарушением законов природы в нашем понимании. Тем не менее, все виды художественной литературы в каком-то смысле приглашают своих слушателей исследовать реальные идеи, проблемы или возможности в вымышленном окружении или использовать то, что мы знаем как реальность, для мысленного создания чего-то похожего на реальность, хотя и отличающегося от неё.
Линия традиционного разделения художественной литературы и нон-фикшн теперь обычно считается размытой, и между ними больше совпадений, чем взаимоисключающего. Даже у художественной литературы обычно есть элементы нон-фикшн. Различие между ними может быть лучше определено с точки зрения аудитории, согласно которой произведение рассматривается как нон-фикшн, если показанные в нём люди, места и события являются исторически или фактически реальными, а как художественная литература — если оно отклоняется от реальности в любой из этих областей (при этом если произведение искажает объективную реальность, но в цели его автора не входит информирование читателя или зрителя об этом искажении, такое произведение также относится к нехудожественному жанру). Различие между художественной литературой и нон-фикшн ещё более размывается потому, что, с одной стороны, истина может быть представлена через каналы и конструкции воображения, но с другой стороны, воображение может также привести к значительным выводам об истине и реальности.
Литературный критик Джеймс Вуд утверждает, что «художественная литература — это и выдумка, и правдоподобие»: она требует как творческой изобретательности, так и некоторой степени правдоподобия, к которому часто применяют термин, предложенный поэтом Сэмюэлем Тейлором Кольриджем, — добровольное отстранение неверия (на русский язык в разных источниках термин переводится как «(временный/ая/ое) отказ от/приостановка/подавление неверия/недоверия/сомнений» в различных сочетаниях). Кроме того, бесконечные возможности воображения сами говорят о невозможности полного познания реальности, наглядно демонстрируя отсутствие критерия, чтобы измерить конструкты реальности.
Понятие приостановки неверия предполагает, что если писатель привносит в выдуманную историю «человеческий интерес и подобие истины», то читатель воздержится от критических суждений относительно неправдоподобности событий и примет условность повествования. Приостановка недоверия, психологическое принятие изображаемого мира как реального в данных условиях — условие нормального восприятия многих жанров литературы: беллетристики, комедии, фэнтези и ужасов. В театральном искусстве и кинематографе принят термин «вера в предлагаемые обстоятельства». С явлением художественного вымысла связан психологический эффект, с 1970-х годов известный как парадокс вымысла. Он заключается в том, что, хотя для того, чтобы испытать рационально обоснованную эмоцию по отношению к сущности, необходимо верить в её существование, люди испытывают подлинные эмоции по отношению к вымышленным сущностям, в реальность которых не верят. Попытки объяснить этот парадокс обычно сопряжены с отрицанием одного из его компонентов — как правило, рациональности эмоций, вызванных художественным вымыслом, либо отсутствия веры в реальность вымышленных сущностей.
Философ языка Стивен Нил (англ. Stephen Neale) различает два типа правдоподобия художественного вымысла: культурное правдоподобие, означающее достоверность произведения в культурном или историческом контексте реального, внешнего по отношению к произведению, мира, и жанровое правдоподобие, означающее достоверность произведения в рамках своего жанра (например, постоянное пение персонажа о своих чувствах — правдоподобное действие внутри вымышленной Вселенной мюзикла, но неправдоподобное действие в реальном мире). Философ Дэвид Льюис в своей работе «Правда в художественном вымысле» (англ. Truth in Fiction) рассматривает, среди прочих, произведения, идеи которых противоречат не только физической реальности, но и математической логике или метафизическим аксиомам (примером могут служить «Деление на ноль» Теда Чана или некоторые произведения о путешествиях во времени). Согласно Льюису, в таких произведениях по умолчанию правдивым в рамках их логики будет являться любое утверждение, кроме тех, что противоречат друг другу (как правило, в результате недосмотра сочинителя). Например, если доктор Ватсон в некоторых рассказах Конан Дойла получил во время афганской войны ранение в ногу, а в других — в плечо, то минимально правдивым в рамках логики произведений Дойла будет только утверждение о том, что Ватсон был ранен на войне.

## Форматы
Традиционно художественная литература включает в себя романы, рассказы, басни, легенды, мифы, сказки и эпосы, поэзию, пьесы (включая оперы, мюзиклы, драмы, кукольные пьесы и различные виды театральных танцев). Также художественные произведения включают фильмы, мультфильмы, комиксы, видеоигры, радио- и телепрограммы и т. д.

## Жанр художественного произведения
Художественный вымысел обычно делится на множество жанров — подгруппы художественной литературы, каждая из которых отличается определённым объединяющим стилем, набором методов повествования, архетипов или других приемов. Например, научная фантастика предсказывает или предполагает технологии, которые не были реальностью на момент создания работы: роман Жюля Верна «С Земли на Луну прямым путём за 97 часов 20 минут» был опубликован в 1865 году, а астронавты Нил Армстронг и Базз Олдрин стали первыми людьми, высадившимися на Луну в 1969 году.
Исторический роман помещает воображаемых персонажей в реальные исторические события. Некоторые художественные произведения слегка или сильно переосмыслены на основе какой-то изначально реальной истории или реконструированной биографии, например цикл книг «Песнь льда и пламени» Джорджа Мартина частично основан на Войне Алой и Белой розы в Англии. Часто, даже когда вымышленная история основана на фактах, из реальной истории могут быть дополнения и вычитания, чтобы сделать её более интересной. Если сюжет художественного произведения строится на предположении, что известные читателю исторические события в действительности протекали по-другому либо были результатом деятельности неизвестных фигур, такое произведение могут относить к жанру криптоистории. Если же автор при работе над сюжетом делает допущение, что на определённом этапе истории произошла «развилка», некое известное событие не состоялось или окончилось иначе (арабы выиграли битву при Пуатье, Черчилль погиб в автомобильной аварии в 1931 году и т. д.) и в результате дальнейшее развитие истории пошло не по известному пути, произведение относится к жанру альтернативной истории.
Художественные работы, которые вовлекают явные сверхъестественные, магические или научно невозможные элементы, часто классифицируются по жанру как фэнтези — в их числе романы Льюиса Кэрролла «Приключения Алисы в стране чудес» (1865), «Гарри Поттер» Джоан Роулинг и «Властелин колец» Джона Толкина. Создатели фэнтези иногда представляют воображаемых созданий и существ, таких как драконы, гномы, феи и т. д.
Несмотря на развитую классификацию художественных жанров, лучшие художественные произведения, как правило, совмещают несколько разных типов вымысла. Примерами могут служить совмещение сатиры, утопии и социальной фантастики в «Войне с саламандрами» К. Чапека или мифологического вымысла, фэнтези и сатиры в «Мастере и Маргарите» М. Булгакова.